# Crimele de onoare în spațiul islamic
Crimele de onoare, care se prezintă ca o modalitate de acțiune drastică își au obârșia în cultura societății musulmane, într-un sistem căruia i se acordă toată atenția. De remarcat este și faptul că rădăcina acestora se află în mediul rural, această practică întâlnindu-se în mod predominant în zonele rurale și extinzându-se, mai apoi, odată cu urbanizarea, și în orașe.

## Conceptul de onoare
Referindu-ne la conceptul de onoare, trebuie să avem în vedere că acesta își are rădăcinile în tradițiile și obiceiurile care vorbesc despre comporatamentul sexual. Regula acestui concept este aceea a purității și a prevenirii.
Se cunoaște faptul că a proteja onoarea este una dintre responsabilitățile imporatante care îi sunt atribuite femeii. Prevenirea, însă le privește pe ambele sexe. 
Onoarea, puritatea femeii înainte de căsătorie se dezvăluie ca un act de apărare în fața tuturor.
Orice act sexual în afara căsătoriei este socotit a fi imoral și de aceea în acestă situație își fac apariția crimele de onoare. 
Responsabilitățile bărbatului se rezumă la protejarera onoarei femeilor care depind de acesta sau se află sub tutela acestuia, deoarece când vorbim despre onoare ne referim la respectul unui om sau al familiei din care acesta face parte.
În cazul Turciei, acestă practică are loc mai ales în rândul comunităților subdezvoltate, frecvent în zona bazinului Mării Negre, acestea ghidându-se după principii sociale ce își au obârșia în mediul rural. Aceste principii locale implică faptul că bărbatul este obligat să-și apere atât propria onoare, cât și pe cea a familiei lui. Aceste așteptări îmbracă forma rușinii la femei, iar la bărbați bărbăția.
Astfel că responsabilitățile pe care bărbatul și femeia trebuie să le aibă pot fi descrise în felul următor: 
Cu privire la bărbat, acesta trebuie să se comporte bărbătește și să acționeze în consecință. În ceea ce privește femeia, aceasta trebuie să acorde importanță păstrării purității, să-și limiteze acțiunile la conceptul de rușine, care implică onoarea.   
Important este faptul că toate aceste responsabilități se răsfrâng mai întâi asupra familiei, apoi asupra comunității. În acest mod bărbatul își protejează atât propria onoare, cât și pe cea a membrilor familiei femeii. Iar femeia, la rândul ei își protejează atât propria onoare, cât și pe cea a bărbaților din familie. Acestă situație asigură dăinuirea tradițiilor locale existente în acea comunitate. 

Există două motive care o constrâng pe femeie să se comporta ca atare:
- în caz contrar, bărbații familiei sunt desconsiderați
- sectorul muncii ratificat de valorile social-tradiționale îi revine bărbatului și nu femeii, care se află, prin urmare, în grija bărbatului. Fetele necăsăsătorite se află în grija tatălui, în timp ce o femeie văduvă, dacă locuiește împreună cu rudele de sex masculin ale defunctului, se află în grija fraților acestuia ori a fiului cel mare.

De menționat este și faptul că există un mediu socio-cultural care îi apără și sprijină pe cei care săvârșesc astfel de crime, și anume clanul "așiret", deoarece astfel de acțiuni sunt considerate îndreptățite de comunitate, și prin urmare, consimțite. 
Sub presiunea mediului și a tradițiilor sunt încurajate dăinuirea acestora. Aceste acțiuni se întâmplă, deși mai rar, și în mediul urban odată cu migrațiile care au avut loc de la sat la oraș. În prezent o majoritate importantă a societății turce nu mai consimte astfel de crime. 

## Relațiile de familie
Ceea ce atrage atenția în astfel de întâmplări este faptul că acestea au loc în sânul familiei și a relațiilor de familie. 
Elementul de bază în crimele de onoare îl constituie faptul că acestea sunt strâns legate de comunitatea, grupul familiei. Prin urmare, una dintre acțiunile negative ale familiei poate duce la tensiuni și la crime. 

## Morala
Morala, etica în astfel de crime este una severă și necruțătoare. Morala, etica, care este un concept al sociologiei care își are locul în norma societății. 
Puritatea femeii în societățile patriarhale se consideră a fi onoarea, orgoliul bărbatului. Astfel că purității, care îi este atribuită femeii, i se acordă foarte multă importanță. 

Câteva motive pentru care femeile sunt sacrificate pe principiul moralității:
- relația unei fete cu o persoană pe care familia ei nu o dorește
- nașterea unui copil în afara căsătoriei
- părăsirea soțului de către o tânără femeie și fuga cu un alt bărbat
- îndrăgostirea unei fete de un tânăr
- rămânerea însărcinată a unei fete înainte de  se căsători
- fuga de acasă a unei fete cu bărbatul pe care îl iubește
- apucarea pe căi greșite a unei fete

Toate acestea sunt elemente contrare moralei, eticii. 

### Observații
De notat că ceste crime nu sunt specifice numai Islamului, nefiind acceptate de această religie care invocă justiție, pietate, dreptate. 
Aceste practici se întâlnesc și în Regatul Unit al Marii Britanii, unde anul trecut s-au înregistrat 12 crime de onoare, în Sikh, dar și în unele familii creștine.

## De ce au loc astfel de crime?
Să luăm drept exemplu cazul unui musulman care a fost condamnat după și-a omorât fiica care avea o relație cu un creștin. Aceasta este povestea tragică cauzată de diferențele culturale ireconciliabile dintre un tată a cărui educație și cultură este bazată pe valori musulmane și o fată care adoptă un stil de viață bazat pe valori non-musulmane.  
Important este, în acest caz, ca un musulman să-și înțeleagă foarte bine și corect religia pentru a nu curma o viață, deoarece, în fond, aceste tragedii nu au nicio legătură cu adevărata credință. Simțul rușinii tatălui fetei care este declanșat de acțiunile fetei lui culminează cu fapta tragică de a-i lua viața, crezând, în mod eronat, că în felul acesta numele familiei lui va fi răscumpărat. 
Acest mod de gândire este o contradicție la ceea ce învață religia musulmană, care susține că toți indivizii sunt responsabili pentru propriile acțiuni, fapte. 
Islamul accentuează sacralitatea ființei umane de vreme ce Coranul spune că a omorî o persoană nevinovată este egal cu a omorî întreaga rasă umană. 

De aceea am prescris Noi pentru fiii lui Israel că cel care va ucide un suflet nevinovat de uciderea altui suflet sau de o altă stricăciune pe pământ, este ca și când i-ar ucide pe toți oamenii, iar cel care lasă în viață un suflet este ca și cum i-ar lăsa în viață pe toți oamenii. 
Veniți să vă citesc ceea ce Domnul vostru v-a oprit [cu adevărat]: Să nu-i asociați Lui nimic; să fiți buni cu părinții; să nu-i omorâți pe copiii voștri de teama sărăciei; căci Noi vă vom da cele de trai atât vouă cât și lor; nu vă apropiați de cele rușinoase, nici cele care se văd, nici cele care sunt ascunse; nu ucideți sufletul pe care l-a oprit Allah, decât pe drept” Acestea vi le-a poruncit [Allah] poate că voi veți pricepe! 
Și nu luați sufletul pe care Allah l-a socotit oprit, decât pe drept. Dacă cineva a fost omorât pe nedrept, atunci dăm Noi putere celui mai înrudit cu el, însă acesta să nu se întreacă în omor, căci el este ajutat de [lege] 

Islamul recunoaște și celebrează demnitatea intrinsecă dăruită de Dumnezeu tuturor indiferent de rasă, etnie, sex, religie. Coranul explică acest lucru prin accentul pus pe egalitatea între femei și bărbați în fața lui Dumnezeu. 
Responsabilitatea individului pentru deciziile și acțiunile sale este precizată în Coran, începând cu povestea lui Adam și Eva. Ca urmare a păcatului comis, cei doi sunt alungați din Paradis și nevoiți să muncească din greu pe Pământ. 
Dumnezeu alege să-i ierte pe amândoi, astfel că păcatul lor nu este moștenit de urmașii lor. Așa cum putem vedea în versetul următor: 

Cel care urmează calea cea dreaptă o urmează numai pentru sine însuși, iar cel care rătăcește, rătăcește tot pentru sine însuși. Și nu va purta [un suflet] încărcat povara altuia și Noi nu am chinuit [niciodată un neam] înainte de a-i trimite un profet 

Așadar, este evident că un om indiferent de cât de vinovat este, nu poate transfera aceea vină altuia. 
Astfel că o femeie care se implică într-o relație sexuală ilegală ”zina” suportă consecințele propriei fapte stabilite de Dumnezeu. 
De menționat este și faptul că majoritatea femeilor sunt omorâte doar din cauza suspiciunilor a unui membru din familie, nedându-li-se șansa de a se apăra, căci chiar și simplele acuzații sunt suficiente pentru a păta onoarea unui bărbat sau a familiei. 
Cei care săvârșesc astfel de crime rămân nepedepsiți sau primesc pedepse mici. 
Crime de onoare au fost raportate în Bangladesh, Brazilia, Ecuador, Egipt, India, Israel, Italia, Iordania, Maroc,Pakistan, Suedia, Turcia, Uganda, Regatul Unit și tind să predomine în țările a căror populație majoritară este musulmană, deși mulți lideri și oameni de cultură musulmană condamnă această practică și neagă, totodată, că ar fi bazată pe o doctrină religioasă. 
Islamul este categoric în ceea ce privește interzicerea actelor sexuale în afara căsătoriei, nefăcându-se diferența între femei și bărbați, deși în unele țări, femeile sunt singurele pedepsite în astfel de întâmplări, în timp ce bărbații, chiar violatori, sunt tratați cu indulgență.
Pe de-o parte orice acuzație a unei relații extraconjugale trebuie dovedită de patru martori.
Pe de altă parte, o femeie acuzată, în mod fals de ”zina” are în sprijinul ei Coranul care vorbește despre consecințele devastatoare ale acelor acuzatori care nu sunt capabili să-și susțină acuzațiile cu patru martori.

O, voi cei care credeți Fiți făptuitori neclintiți ai dreptății, martori înaintea lui Allah, chiar împotriva voastră, împotriva părinților și rudelor voastre - fie bogat sau sărac - căci Allah cunoaște cel mai bine ce este spre binele lor! Nu urmați poftei, ca să nu vă abateți [de la dreptate]! Iar dacă voi faceți o mărturie mincinoasă sau vă sustrageți, [sa știți că] Allah este Bineștiutor a ceea ce faceți Khabir 

Așa cum precizam mai devreme, este important că toate ființele nevinovate sunt egale în Islam. Nu există diferențe între bogați și săraci, bărbați și femei, liberi și sclavi. Toți sunt egali în fața lui Dumnezeu.
Pentru a pune capăt acestor practici, tragedii trebuie schimbate câteva percepții culturale și ale societății cu privire la locul și statutul femeilor în societatea islamică. Valorile adevărate ale Islamului trebuie susținute cu orice preț. Practica crimelor de onoare trebuie condamnată și încurajată adevărata învățare a Coranului.

## Studii de caz

### PAKISTAN
Pakistan-ul, unde crimele de onoare sunt cunoscute sub numele de Karo Kari, este țara în care, astfel de atrocități sunt cele mai răspândite, mai ales că membrii comunității și autoritățile politice colaborează pentru a le ascunde. Conform lui Yasmeen Hassan, autorul lucrării “The Heaven Becomes Hell. A Study of Domestic Violence in Pakistan" conceptul de femeie văzută ca proprietate și onoare este atât de mult înrădăcinat în domeniul social, politic și economic al Pakistan-ului, încât guvernul ignoră, de cele mai multe ori, crimele și mutilările zilnice ale femeilor.” (Hassan, “The Fate of Pakistani Women”). De multe ori, femeile omorâte în astfel de crime sunt înregistrate că s-ar fi sinucis ori ar fi suferit diverse accidente. 
Unul dintre cazurile cele mai mediatizate în ultimii ani a fost acela al Samiei Imran, o tânără măritată care a fost împușcată în biroul unui avocat, acesta încercând să o ajute să obțină divorțul pe care familia ei nu-l consimțea. Acest incident  a avut loc in aprilie 1999. 
Conform lui Suzanne Goldenberg, Samia, în vârstă de 28 de ani, s-a prezentat la biroul avocaților Hina Jilani și Asma Jahangir, două surori. Ea o angajase pe Jilani cu câteva zile în urmă pentru că dorea să divorțeze de soțul violent. Samia, s-a așezat pe un scaun aproape de avocat. Sultana, mama fetei, intrase cu cinci minute după ea însoțită de un bărbat. Bărbatul, Habib-ul Rhemna, s-a năpustit la Samia și i-a pus pistolul la tâmplă. Primul glonț i-a străpuns ochiul Samiei, aceasta căzând la podea. 

Nu a scos niciun țipăt, era numai o tăcere care prevestea moartea. Nici nu mă gândesc că ea știa ce se petrece”, a spus Jilani. Criminalul s-a așezat lângă trupul Samiei și a mai tras din nou un foc. Jilani a apucat să apese alarma de îndată ce criminalul și Sultana plecaseră. Nici măcar nu s-a deranjat să vadă dacă fata era moartă.
Membrii Curții Înalte a Pakistan-ului au cerut ca cele două femei avocat să fie condamnate și nimeni din liderii politici ai țării nu a condamnat atacul. Imamul din Peshawar a dorit ca avocații să fie condamnați la moarte pe motiv că au încercat să o ajute pe Imran.
Conform lui S. Goldenberg aceia care ucid în numele onoarei în Pakistan rămân, aproape întotdeauna, nepedepsiți. În cazuri rare aceștia ajung să fie judecați, fiind condamnați la doar doi sau trei ani de închisoare. Hina Jilani a strâns 150 de studii de caz dintre care doar în opt cazuri judecătorii au respins argumentul că femeile au fost ucise în numele onoarei. Restul de cazuri au fost abandonate, ori li s-a dat pedepse minime criminalilor.
Un reportaj asupra drepturilor omului, apărut în martie 1999 arăta faptul că 888 de femei au fost omorâte în astfel de crime într-o provincie din Punjab în anul 1998.Cazuri similare au fost înregistrate și în 1999. 
În provincia Sindh aproximativ 300 de femei au murit în 1997, conform Asociației Drepturilor Omului.

### IORDANIA
În Iordania crimele de onoare sunt sancționate de lege. Conform articolului 34 din Codul Penal "Un soț sau o rudă apropiată care ucide o femeie suspectă de adulter va fi condamnat." În timp ce articolul 98 prevede o sentință ușoară pentru criminalii de sex masculin ori rudele femeii care au comis un act considerat ilicit. Julian Borger notează:
In practică un criminal este judecat într-o crimă de onoare și sentința este, de obicei, de la trei luni la un an. 
Agenția France Presse în data de 31 iulie 1999 declara: "Ucigașii, printre care și un bărbat în vârstă de 19 ani, Hussein Suleiman a fost acuzat că și-a călcat cu mașina sora lui necăsătorită care era însărcinată în șase luni." Un alt caz din 1994 ne prezintă un tânăr de 17 ani care și-a omorât sora de 18 ani din cauză că aceasta rămăsese însărcinată înainte de a se căsători. Un vecin a declarat că familia părea relaxată, fericită și mulțumită după ce a aflat că fusese omorâtă.
In editia săptămânala a Manchester Guardian, Julian Borger a descris un alt caz tipic în 1997:
"Într-o dimineață în această vară, cele două mătuși ale Raniei Arafat au venit să o ia la plimbare. Ele i-au spus că nepoata lor în vârstă de 21 de ani i-a aranjat ei și iubitului ei o întâlnire în taină. S-au plimbat prin Gwiesmeh, o suburbie sărăcăcioasă. Când cele două femei au ajuns  aproape de o bucată de pământ neacoperită, mătușile au ocolit-o, lăsând-o pe Arafat singură. A fost împușcată de patru ori în spatele capului și o dată în față. Criminalul era fratele ei, Rami, în vârstă de 17 ani. Motivul a fost acela că fata refuzase o căsătorie aranjată și voia să fugă cu iubitul său israelian. Rami este acum în închisoare, dar cert este că nu va face mai mult de câteva luni închisoare, mai ales că este minor, tocmai din acest motiv acordându-i-se această sarcină.”

### PALESTINA/ISRAEL
Crimele de onoare sunt înregistrate, de regulă, și pe teritoriile Palestinei și fâșia Gaza. 
Într-o revistă de femei din Canada – Chatelaine - Sally Armstrong a descris destinul unei victime. 
Flirtul a fost greșeală fatală pentru Samera. Avea numai 15 ani când vecinii ei din Salfeet, un oraș mic din Palestina, au văzut-o stând de vorbă fără văl cu un tânăr. Onoarea familiei ei fusese pătată din acel moment și de aceea i s-a aranjat repede o căsătorie. La vârsta de 16 ani a născut un copil. Cinci ani mai târziu, când nu a mai suportat căsătoria "de fațadă” a fugit.
Statul de vorbă este rar întâlnit în asemenea teritorii, iar castitatea unei fete este la fel de publică precum numele ei, astfel că acțiunile Samerăi au fost socotite ca și când ar fi făcut pact cu diavolul. Câteva zile mai târziu a fost găsită. Tatăl său a declarat că s-a sinucis. Dar toți știau că Samera fusese victima unei crime de onoare, omorâtă de propria familie din cauză ca îi adusese necinste numelui lor. 

### Femei din Bangladesh mutilate în atacuri cu acid
Asociația de Apărare a Femeilor care asistă victimele atacurilor a înregistrat între 1994-1999  3.560 de femei care au fost îngrijite în urma atacurilor cu focul, gasolină sau acid suferite din cauza violenței soților lor, declară Constable. Aproximativ jumătate din victime au murit. 
Avocatul și susținătorul femeilor maltratate, Nahida Mahbooba Elahi declară: 
Ne confruntăm cu astfel de cazuri în fiecare zi, dar am văzut foarte puține condamnări. Bărbații spun că soțiile nu le ascultă ordinele sau că întrețin relații cu altcineva. Poliția spune, de obicei, că este o chestiune domestică și refuză să investigheze cazul. Unii judecători le găsesc chiar circumstanțe atenuante și nu le consideră crime. 
Astfel de crime sunt, de asemenea, frecvente în Bangladesh, estul Pakistan-ului, unde aproximativ 2.200 de femei sunt desfigurate anual în atacuri cu acid de soții geloși sau ciudați.

## Crimele de onoare între prezent și trecut
Familia este privită practic ca o organizație socială în interiorul căreia membrii ei sunt protejați împotriva lumii din afară care ar încerca să aducă vreun rău acesteia. Chiar și o injurie adusă unui membru al familiei înseamnă o injurie pentru toată familia. Structura familiei are un caracter destul de transparent, orice membru din interiorul acesteia având dreptul să intervină în viața celuilalt. 
Aceste crime erau înfăptuite de către soț, fostul soț, tată, frate sau celelalte rude de parte bărbătească (unchi după tată sau după mamă) iar hotărârea finală era luată de către Consiliul de familie (Aile Meclisi). Apropiații acesteia se adunau, discutau, dezbateau și decideau ca aceasta să fie ucisă. De obicei, bărbații erau cei care aveau rolul de a da pedeapsa pentru pătarea onoarei. Bărbatul, fiind capul familiei, era pus să înfăptuiască  o crimă pentru a proteja cinstea familiei sale. De regulă se alegeau persoane minore de sex masculin pentru a comite o astfel de crimă, în ideea că ucigașul va primi o pedeapsă mai mică decât cea cuvenită în acest gen de cazuri. 
Femeile erau ucise în diferite moduri. În Șanlıurfa fetele erau aruncate în râu și înecate, zdrobite cu tractorul, li se tăia gâtul în mijlocul cartierului sau puteau fi pedepsite prin diferite forme de împușcare. 
Dacă la sate fenomenul crimelor de onoare nu era privit cu reținere, la orașe se încerca o mascare aparentă a acestor crime. În orașe viziunea oamenilor era diferită decât cea de la sate, valorile și judecățile fiind cu totul altele. Un fenomen care a contribuit la această viziune l-a constituit migrațiile, deoarece au avut loc mișcări în masă ale populației care a migrat de la sat la oraș producându-se astfel o urbanizare excesivă și la o modernizare în gândire în același timp. Cu toate acestea modernitatea orașului asimila cu greu tradiționalismul satului, de cele mai multe ori ajungându-se la o îmbinare a tradiționalului cu modernul. 
La orașe s-a încercat o ameliorare a acestui fenomen dar acesta s-a izbit de așa-zisa morală care trebuia apărată cu orice preț, devenind o credință fără fundament pentru majoritatea celor care nu înțelegeau pe deplin acest fenomen.
Se pune și astăzi accent pe structura patriarhală din interiorul unei familii care are o structură bine definită: bărbații sunt capii familiei, iar femeile, păstrătoare ale onoarei pe care soții lor sau rudele de parte bărbătească au datoria să o protejeze. Această responsabilitate îngrădește comportamentul femeilor în public, bărbații devenind cei care pot folosi uneori chiar și violența fizică în orice incident legat de obiceiurile din familia lor. Ei pot recurge la astfel de tratamente pentru a-și conserva nepătată poziția lor în fața societății. 
Se încuraja astfel violența împotriva femeilor. Aceste crime sunt mai des întâlnite în satele unde există comunități arabe sau kurde. Are loc o sanctificare a valorii căsătoriei, familiei și onoarei în coduri religioase care fac ca oamenii să creadă că este vital să se pedepsească fiecare act greșit pentru a se asigura stabilitatea religioasă și culturală, deoarece codurile religioase garantează atât valorile structurilor existente, cât și atașamentul oamenilor pentru tradițiile locale. Semnificația religioasă este legată de termeni precum: bekaret (virginitate), bașlık parası (prețul miresei) și berdel (practică tradițională conform căreia două familii aranjau căsătoria fiicelor lor cu băieții celeilalte familii.) 
Imaginea femeii căsătorite era diferită față de cea a unei femei singure, deoarece femeia căsătorită avea acum responsabilitatea de a nu păta onoarea familiei soțului ei, de aceea atunci când se întâmpla ca o femeie căsătorită să greșească era mai aspru pedepsită față de una necăsătorită. Femeia era privită ca o proprietate, de îndată ce se căsătorea, ea devenea proprietatea soțului ei, care putea să își spele onoarea prin pedepse de orice natură. Existau și diferite proverbe care înjoseau femeia, precum: „Femeile și caii sunt asemănători, nu poți avea încredere în niciunul”, „A aștepta fidelitate din partea unei femei este precum a aștepta un leac pentru otravă”, „Femeile sunt bărbați incompleți”, „Părul unei femei este lung și mintea ei este scurtă”. 
În Turcia se crede că există o diferență între două concepte, aparent diferite, dar care se intersectează într-un anumit punct; este vorba despre „crima de onoare” și un alt tip de crimă pe care ei o numesc „crimă tradițională”. 
Crimele înfăptuite în numele tradiției reprezintă o întruchipare a relațiilor patriarhale din viața indivizilor. Deși majoritatea studiilor folosesc termenul „crime de onoare”, se crede că termenul „crime tradiționale” se referă mai explicit la relația dintre aceste crime și cadrul socio-cultural în care ele iau loc. Făptașii crimelor tradiționale se bazează în mare parte pe tradițiile, obiceiurile, valorile și credințele existente pentru a comite un astfel de act. În crimele tradiționale decizia finală nu este luată de către cel care săvârșește fapta, ci de către consiliul familial format din cei mai în vârstă oameni din familie. 
Atât în ,,crimele tradiționale", cât și în ceea ce privește ,,crimele de onoare", femeia era omorâtă ori obligată să se sinucidă pentru a apăra onoarea familiei. Cauzele care duceau la crimă erau dintre cele mai diverse: relația emoțională sau sexuală dintre o femeie și un bărbat care nu sunt căsătoriți, mersul la cinema, neascultarea soțului, cererea de divorț, dorința de a studia sau de a-și găsi ceva de muncă ori dacă aceasta era violată vina se considera că tot ei îi aparține. De regulă, soțul fiind capul familiei și omul care prezenta cea mai mare credibilitate în ochii celorlalți, putea distorsiona uneori realitatea pentru ca lucrurile să iasă într-o lumină favorabilă ui chiar și atunci când nu era cazul. 
Mai multe articole din Turcia plasează această problemă într-un context regional, considerând că  principalele vinovate de producerea acestor crime și de persistența lor de-a lungul timpului se datorează minorităților arabe și kurde din sate, însă crimele tradiționale au loc și în orașe mai mari precum: Istanbul, Ankara sau Izmir. 
Vechiul cod penal din Turcia favoriza crimele tradiționale. Noțiunea de a acționa împotriva obiceiurilor unei comunități era considerată a fi un act provocator și excepțional, de aceea se reducea pedeapsa, alegându-se în acest sens persoane minore care să  săvârșească crimele. Crimele de onoare intră într-o categorie diferită față de crimele obișnuite. Codul penal al Turciei promulgat pe 26 septembrie 2004 include multe schimbări pozitive. 
Pe parcursul unui secol de modernizare categoria femeilor a fost redefinită de elitele puternice ale Turciei, ele fiind considerate ca niște obiecte ce puteau fi modelate și care nu aveau personalitate și nici viață socială, lucrurile schimbându-se odată cu femeia din Turcia modernă, care avea mult mai multe drepturi decât în trecut. 
Totuși niciodată o societate nu poate fi schimbată pe deplin, vechile tradiții și obiceiuri dăinuind încă în unele comunități. 
În Batman, Turcia, o fată de 17 ani pe nume Derya, a primit un mesaj de la un unchi de-al ei, pe telefonul mobil în care îi ordona să se sinucidă: "Ne-ai pătat numele, sinucide-te și șterge rușinea noastră dacă nu te vom ucide noi”. Derya spunea că vina ei a fost aceea de a se îndrăgosti de un băiat pe care l-a întâlnit la școală. Dar după ce fusese  ascunsă aproape toată viața ei spunea că s-a simțit liberă pentru prima dată și a vrut să își exprime independența. Când veștile despre idila ei au ajuns la urechile familiei, mama ei a avertizat-o că tatăl ei o va ucide, dar ea a refuzat să asculte. Apoi au venit mesajele amenințătoare, câteodată și câte 15 pe zi, trimise de frații și unchii săi. Derya spunea că erau echivalentul unei sentințe cu moartea. Măcinată de rușine și temându-se pentru viața ei, a decis să respecte dorințele familiei sale. Prima dată a sărit în râul Tigris, dar a supraviețuit. După aceea a încercat să se spânzure, dar un unchi a salvat-o. Apoi și-a tăiat venele cu un cuțit de bucătărie. 
"Familia mea mi-a atacat personalitatea și am simțit că făcusem cel mai mare păcat din lume” spunea ea dintr-un adăpost pentru femei, unde și-a dat vălul pe un tricou și o pereche de blugi. A refuzat să își dea numele în întregime de frică să nu fie încă urmărită de familia ei. "Am simțit că nu aveam nici un drept să îmi dezonorez familia, că nu am nici un drept să fiu în viață de aceea am decis să respect dorința familiei mele și să mor.” 
Derya, fata de 17 ani din Batman spunea că este determinată să își continue viața. 
Această regiunea este religioasă și este imposibil să fii tu însuți dacă ești femeie, poți scăpa părăsindu-ți familia și mutându-te la oraș sau te poți sinucide.
Derya spunea că principala problemă era inegalitatea între sexe, chiar dacă Profetul Muhammad pleda în favoarea femeilor.
În satul meu și în tribul tatălui meu, băieții sunt lumina ochilor lor în timp ce fetele sunt undeva jos, atât timp cât familiile nu au încredere în fiicele lor, lucruri rele vor continua să se întâmple.
A luat ființă chiar și o asociație pentru femei, denumită Ka-Mer, un grup local de femei care a creat o linie de urgență pentru femeile care se tem pentru viața lor. Ka-Mer găsește adăpost pentru femei și le ajută să ajungă în instanță să facă plângere rudelor care le-au amenințat. Ayten Tekay, o angajată a Ka-Mer din Diyarbakır, centrul regional, spunea că din 104 femei care au sunat la Ka-Mer, mai mult de jumătate din ele nu aveau educație. Ea spunea că în multe cazuri familiile nu au vrut să își ucidă rudele, dar că presiunea socială și bârfele iscate le-au determinat să comită crime. 
"Trebuie să  scoatem la lumină aceste crime și să învățăm femeile care sunt drepturile lor", spunea Ayten. "Legile au fost schimbate, dar cultura nu se va schimba peste noapte."

## Concluzii
Crimele de onoare reflectă tradițiile tribale patriarhale.
Tradiția patriarhatului îl derogă pe bărbat ca fiind singurul protector al femeii, astfel că el trebuie să aibă control deplin asupra ei. Dacă aceasta protecție este încălcată, el își pierde onoarea pentru că ori a dat greș în a o proteja ori educa corect.
Ca și exemplele menționate mai înainte ce fac studiul de caz, autoritățile statelor ignoră de cele mai multe ori eradicarea acestor crime de onoare, făcându-se mai degrabă alibi în astfel de crime. 
Cel care săvârșeste astfel de crime este, de regulă, un barbat, de obicei tatăl, soțul, ori fratele victimei. În mod frecvent, frații mai mici, adolescenții sunt aleși de familii sau comunitate în calitate de executori, pentru că sentințele acestora sunt, în general, mai ușoare, în comparație cu cele ale adulților. (așa cum s-a întâmplat în cazul Raniei Arafat din Iordania).
Aceste crime derivă din așteptările comportamentului femeii care sunt menționate și perpetuate atât de bărbați, cât și de femei, rolul femeii fiind de obicei subapreciat. De multe ori, ele participă în mod direct la aceste crime, pregătind chiar terenul lor. 
În Palestina, spre exemplu, antropologul Ilsa Glaser precizează: "Femeile acționau ca instigatori și colaboratori la aceste crime." Ziarul săptămânal Manchester Guardian notează: "Aceasta este tradiția noastră. Nu vrem să încurajăm ca femeile să se despartă, să se rupă de familie. . De asemenea, în districtul Ramle din Israel, comandantul poliției, Yifrach Duchovey s-a plâns  de incapacitatea de a conferi siguranță membrilor comunității când investighează/anchetează crimele de onoare.
Nici celelalte femei – mamele - nu colaborează cu noi. Câteodată femeile cooperează cu barbații care săvârșesc astfel de crime. O femeie gândește că este normal – probabil consideră că victima merită acest lucru. 

## Legături Externe
- UK police start 'honour' crime plan (Al Jazeera News)
- One Woman's Brave Struggle to Expose "Honor Killings" (PBS WIDE ANGLE)
- Honour Killing: Religious Connections (NewAgeIslam)
- Shafilea Ahmed victim of honor killing; BBC News: 21 May 2012 at 19:44
- Vendetta Song, One woman strives to unravel the mystery behind her aunt's murder in a remote Kurdish village in Turkey, 13 iunie 2012 Arhivat în 10 septembrie 2015, la Wayback Machine.